# انتخابات سراسری کویت (۲۰۱۶)
انتخابات سراسری زودهنگام کویت در ۲۶ نوامبر ۲۰۱۶ برابر با ۶ آذر ۱۳۹۵ برگزار شد. این انتخابات در پی انحلال مجلس پیشین (منتخب ۲۰۱۳) در اکتبر ۲۰۱۶ توسط صباح احمد جابر صباح امیر کویت صورت گرفت. بنابر قانون اساسی، انتخابات باید در عرض دو ماه پس از انحلال مجلس صورت پذیرد. نامزدهای مخالف توانستند ۲۴ کرسی از ۵۰ کرسی مجلس ملی این کشور را تصاحب کنند.

## روش
۵۰ نماینده مجلس ملی کویت از پنج حوزهٔ انتخابیه که هر کدام ۱۰ کرسی دارند با روش غیرقابل‌انتقال انفرادی انتخاب می‌شوند.

## نتایج
نامزدهای اپوزیسیون سلفی و اعضای اخوان‌المسلمین توانستد نیمی از ۲۴ کرسی را ببرند. این در حالی بود که اقلیت شیعی با کسر سه کرسی نسبت به دور قبل تنها توانستند شش کرسی به دست آورند. یک زن هم انتخاب شد.
| حوزه انتخابیه | نامزدهای پیروز      | شمار آرا |
| ------------- | ------------------- | -------- |
| حوزه یکم      | عدنان عبدالصمد      | ۴۲۸۷     |
| حوزه یکم      | عیسی الکندری        | ۴۰۷۷     |
| حوزه یکم      | محمد الهدیه         | ۳۰۱۶     |
| حوزه یکم      | عادل الدمخی         | ۲۷۵۸     |
| حوزه یکم      | عبدالله الرومی      | ۲۷۳۱     |
| حوزه یکم      | صالح عاشور          | ۲۵۴۱     |
| حوزه یکم      | مبارک الحریص        | ۲۴۴۴     |
| حوزه یکم      | اسامه الشاهین       | ۲۲۷۰     |
| حوزه یکم      | خالد الشطی          | ۲۱۶۶     |
| حوزه یکم      | صلاح خورشید         | ۲۱۳۱     |
| حوزه دوم      | مرزوق الغانم        | ۴۱۱۹     |
| حوزه دوم      | ریاض العدسانی       | ۳۵۷۸     |
| حوزه دوم      | خلیل الصالح         | ۲۹۴۱     |
| حوزه دوم      | جمعان الحربش        | ۲۴۳۲     |
| حوزه دوم      | حمد الهرشانی        | ۲۳۴۱     |
| حوزه دوم      | محمد المطیر         | ۲۱۷۲     |
| حوزه دوم      | خلف دمیثیر          | ۱۹۴۲     |
| حوزه دوم      | راکان النصف         | ۱۸۸۸     |
| حوزه دوم      | عوده الرویعی        | ۱۷۷۲     |
| حوزه دوم      | عمر الطبطبائی       | ۱۷۵۵     |
| حوزه سوم      | عبدالوهاب البابطین  | ۳۷۳۰     |
| حوزه سوم      | سعدون حماد العتیبی  | ۳۴۴۴     |
| حوزه سوم      | یوسف الفضاله        | ۳۳۹۹     |
| حوزه سوم      | عبدالکریم الکندری   | ۳۳۲۵     |
| حوزه سوم      | صفاء الهاشم         | ۳۲۷۳     |
| حوزه سوم      | محمد الدلال         | ۲۵۳۳     |
| حوزه سوم      | ولید الطبطبائی      | ۲۵۰۴     |
| حوزه سوم      | خلیل ابل            | ۲۴۴۳     |
| حوزه سوم      | محمد الجبری         | ۲۲۱۹     |
| حوزه سوم      | احمد الفضل          | ۲۱۲۴     |
| حوزه چهارم    | ثامر السویط         | ۵۶۰۱     |
| حوزه چهارم    | مبارک الحجرف        | ۴۶۲۱     |
| حوزه چهارم    | محمد هایف           | ۴۵۰۶     |
| حوزه چهارم    | سعد الخنفور         | ۳۸۱۱     |
| حوزه چهارم    | عبدالله فهاد العنزی | ۳۵۴۵     |
| حوزه چهارم    | شعیب المویزری       | ۳۵۲۸     |
| حوزه چهارم    | علی الدقباسی        | ۳۳۷۹     |
| حوزه چهارم    | عسکر العنزی         | ۲۹۷۲     |
| حوزه چهارم    | سعود الشویعر        | ۲۸۹۷     |
| حوزه چهارم    | مرزوق الخلیفه       | ۲۸۷۴     |
| حوزه پنجم     | حمود الخضیر         | ۵۰۸۳     |
| حوزه پنجم     | حمدان العازمی       | ۵۰۷۲     |
| حوزه پنجم     | الحمیدی السبیعی     | ۴۶۶۰     |
| حوزه پنجم     | طلال السهلی         | ۴۲۹۹     |
| حوزه پنجم     | فیصل الکندری        | ۴۱۱۴     |
| حوزه پنجم     | خالد مونس العتیبی   | ۳۹۹۸     |
| حوزه پنجم     | ماجد مساعد المطیری  | ۳۸۲۱     |
| حوزه پنجم     | نایف المرداس        | ۳۷۶۹     |
| حوزه پنجم     | ناصر الدوسری        | ۳۲۹۶     |
| حوزه پنجم     | محمد الحویله        | ۲۸۶۱     |